# 犬山温泉
犬山温泉（いぬやまおんせん）は、愛知県犬山市にある温泉。

## 泉質
- アルカリ性単純冷鉱泉
  - 泉温　23.4℃
- 無味無臭。源泉温度が低いため、加温している。

## 温泉街
犬山市街地であるため、温泉街は存在しない。国宝に指定されている犬山城下に数軒の宿泊施設が点在する。日帰り温泉施設や共同浴場は存在しない。
温泉を引く宿泊施設は5軒のみである。一部では日帰りプランを実施している。

### 宿泊施設
- 臨江館
- 灯屋　迎帆楼
- 犬山館
- 旬樹庵　八勝閣みづのを
- ホテルインディゴ犬山有楽苑（旧：名鉄犬山ホテル）※2022年3月1日開業[1]

## 歴史
- 1995年（平成7年）12月　- 地下1200mから湧出。
- 2019年（令和元年）8月31日　- 名鉄犬山ホテル閉館。

## アクセス
- 名古屋鉄道名鉄犬山線・犬山遊園駅より徒歩10分。
- 東名高速道路・名神高速道路小牧ICより車で30分。